# Turó de Boc
El Turó de Boc és una muntanya de 309 metres que es troba al municipi de Massanes, a la comarca de la Selva.
Al cim podem trobar-hi un vèrtex geodèsic (referència Serra del Terme Gros).